# Liste der Gemeinden im Landkreis Weilheim-Schongau

Karte des Landkreises Weilheim-Schongau

Die Liste der Gemeinden im Landkreis Weilheim-Schongau gibt einen Überblick über die 34 kleinsten Verwaltungseinheiten des Landkreises. Drei der Gemeinden sind Städte. Die Kreisstadt Weilheim i.OB. ist eine Mittelstadt, die anderen beiden, Penzberg und Schongau sind Kleinstädte. Die Gemeinden Peißenberg und Peiting sind Märkte.
In seiner heutigen Form entstand der Landkreis Weilheim-Schongau im Zuge der im Jahr 1972 durchgeführten bayerischen Gebietsreform. Der Landkreis wurde aus dem Großteil der Landkreise Weilheim i.OB. und Schongau und der Gemeinde Ingenried, die vorher zum Landkreis Marktoberdorf gehörte, gebildet. Die heutige Gemeindegliederung war im Jahr 1979 abgeschlossen.

## Beschreibung
Weiter gegliedert werden kann der Landkreis Weilheim-Schongau in sieben Verwaltungsgemeinschaften (VG):
- VG Altenstadt: mit den Gemeinden Altenstadt, Hohenfurch, Ingenried, Schwabbruck und Schwabsoien;
- VG Bernbeuren: mit den Gemeinden Bernbeuren und Burggen;
- VG Habach: mit den Gemeinden Habach, Antdorf, Obersöchering und Sindelsdorf;
- VG Huglfing: mit den Gemeinden Huglfing, Eberfing, Eglfing und Oberhausen;
- VG Rottenbuch: mit den Gemeinden Rottenbuch und Böbing;
- VG Seeshaupt: mit den Gemeinden Seeshaupt und Iffeldorf;
- VG Steingaden: mit den Gemeinden Steingaden, Prem und Wildsteig;

Die Städte Penzberg, Schongau und Weilheim i.OB. sind wie die Märkte Peißenberg und Peiting und die Gemeinden Bernried am Starnberger See, Hohenpeißenberg, Pähl, Polling, Raisting, Wessobrunn und Wielenbach nicht Mitglied einer Verwaltungsgemeinschaft.
Der Landkreis hat eine Gesamtfläche von 966,41 km2. Die größte Fläche innerhalb des Landkreises haben der Markt Peiting mit 75,14 km2, die Gemeinde Steingaden mit 64,09 km2, die Kreisstadt Weilheim i.OB. mit 55,44 km2 und die Gemeinde Wessobrunn mit 51,11 km2. Drei Gemeinden haben eine Fläche die größer ist als 40 km2, vier Gemeinden sind größer als 30 km2 und zwölf sind größer als 20 km2, darunter die Städte Penzberg und Schongau. Zehn Gemeinden haben eine Fläche von über und eine von unter 10 km2. Die kleinsten Flächen haben die Gemeinden Hohenfurch mit 12,41 km2, Habach mit 12,15 km2 und Schwabbruck mit 7,34 km2.
Den größten Anteil an der Bevölkerung des Landkreises von 138.957 Einwohnern haben die Kreisstadt Weilheim i.OB. mit 23.279 Einwohnern, gefolgt von der Stadt Penzberg mit 17.028 Einwohnern und dem Markt Peißenberg mit 13.148 Einwohnern. Die Stadt Schongau und der Markt Peiting haben über 12.000 beziehungsweise 11.000 Einwohner. Vier Gemeinden haben über 3.000 Einwohner,  zehn über 2.000 und elf über 1.000 Einwohner. Die vier von der Einwohnerzahl her kleinsten Gemeinden haben unter 1.000 Einwohner, das sind Eglfing mit 1211 Einwohnern, Schwabbruck mit 1035, Ingenried mit 1122 und Prem mit 943 Einwohnern.
Der gesamte Landkreis Weilheim-Schongau hat eine Bevölkerungsdichte von 144 Einwohnern pro km2. Die größte Bevölkerungsdichte innerhalb des Kreises haben die Städte Penzberg mit 662 Einwohnern pro km2, Schongau mit 589 und Weilheim i.OB. mit 420, gefolgt von dem Markt Peißenberg mit 402. Zehn Gemeinden haben eine Bevölkerungsdichte von über 100. Fünf von diesen Gemeinden haben eine höhere Bevölkerungsdichte als der Landkreisdurchschnitt von 144. In den restlichen 20 Gemeinden liegt die Bevölkerungsdichte unter 100. Die am dünnsten besiedelten Gemeinden sind Böbing mit 47, Wessobrunn mit 44 und Wildsteig mit 29 Einwohnern pro km2.

## Legende
- Gemeinde: Name der Gemeinde beziehungsweise Stadt und Angabe, zu welchem Landkreis der namensgebende Ort der Gemeinde vor der Gebietsreform gehörte
- Teilorte: Aufgezählt werden die ehemals selbständigen Gemeinden der Verwaltungseinheit. Dazu ist das Jahr der Eingemeindung angegeben.
- VG: Zeigt die Zugehörigkeit zu einer der Verwaltungsgemeinschaften
- Wappen: Wappen der Gemeinde beziehungsweise Stadt
- Karte: Zeigt die Lage der Gemeinde beziehungsweise Stadt im Landkreis
- Fläche: Fläche der Stadt beziehungsweise Gemeinde, angegeben in Quadratkilometer
- Einwohner: Zahl der Menschen die in der Gemeinde beziehungsweise Stadt leben (Stand: 31. Dezember 2024[1])
- EW-Dichte: Angegeben ist die Einwohnerdichte, gerechnet auf die Fläche der Verwaltungseinheit, angegeben in Einwohner pro km2 (Stand: 31. Dezember 2024[2])
- Höhe: Höhe der namensgebenden Ortschaft beziehungsweise Stadt in Meter über Normalnull[3]
- Bild: Bild aus der jeweiligen Gemeinde beziehungsweise Stadt

## Gemeinden
| Gemeinde                                                                                 | Teilorte                                                    | VG            | Wappen                                          | Karte                                                                        | Fläche | Einwohner | EW- Dichte | Höhe | Bild |
| ---------------------------------------------------------------------------------------- | ----------------------------------------------------------- | ------------- | ----------------------------------------------- | ---------------------------------------------------------------------------- | ------ | --------- | ---------- | ---- | --- |
| Landkreis Weilheim-Schongau                                                              |                                                             |               | Wappen des Landkreises Weilheim-Schongau        | Lage des Landkreises Weilheim-Schongau in Bayern                             | 966,41 | 138,957   | 144        |      | Wieskirche – UNESCO-Welterbe |
| Altenstadt (gehörte vor der Gebietsreform zum Landkreis Schongau)                        | Altenstadt Schwabniederhofen (1978)                         | VG Altenstadt | Wappen der Gemeinde Altenstadt                  | Lage der Gemeinde Altenstadt im Landkreis Weilheim-Schongau                  | 18,66  | 3.294     | 177        | 722  | Basilika St. Michael, Altenstadt |
| Antdorf (gehörte vor der Gebietsreform zum Landkreis Weilheim i.OB.)                     | Antdorf Frauenrain (1978)                                   | VG Habach     | Wappen der Gemeinde Antdorf                     | Lage der Gemeinde Antdorf im Landkreis Weilheim-Schongau                     | 22,37  | 1.356     | 61         | 631  | Nordöstliche Ortseinfahrt von Antdorf |
| Bernbeuren (gehörte vor der Gebietsreform zum Landkreis Schongau)                        | Bernbeuren                                                  | VG Bernbeuren | Wappen der Gemeinde Bernbeuren                  | Lage der Gemeinde Bernbeuren im Landkreis Weilheim-Schongau                  | 41,69  | 2.433     | 58         | 773  | Der Auerberg, auch „Schwäbischer Rigi“ genannt – einer der höchsten Berge im Alpenvorland (1.055 m) |
| Bernried am Starnberger See (gehörte vor der Gebietsreform zum Landkreis Weilheim i.OB.) | Bernried am Starnberger See                                 |               | Wappen der Gemeinde Bernried am Starnberger See | Lage der Gemeinde Bernried am Starnberger See im Landkreis Weilheim-Schongau | 13,79  | 2.420     | 175        | 597  | Kloster Bernried · Buchheim Museum – vom See aus gesehen |
| Böbing (gehörte vor der Gebietsreform zum Landkreis Schongau)                            | Böbing                                                      | VG Rottenbuch | Wappen der Gemeinde Böbing                      | Lage der Gemeinde Böbing im Landkreis Weilheim-Schongau                      | 40,32  | 1.895     | 47         | 744  | Pfarrkirche St. Georg in Böbig |
| Burggen (gehörte vor der Gebietsreform zum Landkreis Schongau)                           | Burggen Tannenberg                                          | VG Bernbeuren | Wappen der Gemeinde Burggen                     | Lage der Gemeinde Burggen im Landkreis Weilheim-Schongau                     | 24,94  | 1.708     | 68         | 746  | Pfarrkirche St. Stephan in Burggen |
| Eberfing (gehörte vor der Gebietsreform zum Landkreis Weilheim i.OB.)                    | Eberfing Arnried                                            | VG Huglfing   | Wappen der Gemeinde Eberfing                    | Lage der Gemeinde Eberfing im Landkreis Weilheim-Schongau                    | 25,93  | 1.503     | 58         | 610  | Untereberfing, Eberfing |
| Eglfing (gehörte vor der Gebietsreform zum Landkreis Weilheim i.OB.)                     | Eglfing                                                     | VG Huglfing   | Wappen der Gemeinde Eglfing                     | Lage der Gemeinde Eglfing im Landkreis Weilheim-Schongau                     | 16,16  | 1.211     | 75         | 656  | Obereglfing, Eglfing |
| Habach (gehörte vor der Gebietsreform zum Landkreis Weilheim i.OB.)                      | Habach                                                      | VG Habach     | Wappen der Gemeinde Habach                      | Lage der Gemeinde Habach im Landkreis Weilheim-Schongau                      | 12,15  | 1.127     | 93         | 649  | Pfarrkirche St. Ulrich in Habach |
| Hohenfurch (gehörte vor der Gebietsreform zum Landkreis Schongau)                        | Hohenfurch                                                  | VG Altenstadt | Wappen der Gemeinde Hohenfurch                  | Lage der Gemeinde Hohenfurch im Landkreis Weilheim-Schongau                  | 12,41  | 1.721     | 139        | 699  | Hohenfurch, Ansicht der Pfarrkirche Mariä Himmelfahrt von Osten |
| Hohenpeißenberg (gehörte vor der Gebietsreform zum Landkreis Schongau)                   | Hohenpeißenberg Ammerhöfe (1978; nur ein Teil der Gemeinde) |               | Wappen der Gemeinde Hohenpeißenberg             | Lage der Gemeinde Hohenpeißenberg im Landkreis Weilheim-Schongau             | 20,44  | 3.865     | 189        | 780  | Der Hohe Peißenberg, auch „Bayrischer Rigi“ genannt – einer der höchsten Berge im Alpenvorland (987 m) mit der Wallfahrtskirche Mariä Himmelfahrt · das Meteorologische Observatorium auf dem Hohen Peißenberg gilt als älteste Bergwetterstation der Welt – praktisch durchgehende Wetteraufzeichnungen von hier gibt es seit 1. Januar 1781 |
| Huglfing (gehörte vor der Gebietsreform zum Landkreis Weilheim i.OB.)                    | Huglfing                                                    | VG Huglfing   | Wappen der Gemeinde Huglfing                    | Lage der Gemeinde Huglfing im Landkreis Weilheim-Schongau                    | 24,36  | 2.882     | 118        | 606  | Huglfing von Süden |
| Iffeldorf (gehörte vor der Gebietsreform zum Landkreis Weilheim i.OB.)                   | Iffeldorf                                                   | VG Seeshaupt  | Wappen der Gemeinde Iffeldorf                   | Lage der Gemeinde Iffeldorf im Landkreis Weilheim-Schongau                   | 27,61  | 2.743     | 99         | 603  | Blick auf Iffeldorf mit dem Waschsee und dem Schiffhüttensee im Vordergrund, den südlichsten Seen der Osterseenkette |
| Ingenried (gehörte vor der Gebietsreform zum Landkreis Marktoberdorf)                    | Ingenried                                                   | VG Altenstadt | Wappen der Gemeinde Ingenried                   | Lage der Gemeinde Ingenried im Landkreis Weilheim-Schongau                   | 17,45  | 1.122     | 64         | 802  | Pfarrkirche St. Georg, Ingenried |
| Oberhausen (gehörte vor der Gebietsreform zum Landkreis Weilheim i.OB.)                  | Oberhausen Ammerhöfe (1978; nur ein Teil der Gemeinde)      | VG Huglfing   | Wappen der Gemeinde Oberhausen                  | Lage der Gemeinde Oberhausen im Landkreis Weilheim-Schongau                  | 14,91  | 2.129     | 143        | 611  | Pfarrkirche St. Mauritius in Oberhausen |
| Obersöchering (gehörte vor der Gebietsreform zum Landkreis Weilheim i.OB.)               | Obersöchering                                               | VG Habach     | Wappen der Gemeinde Obersöchering               | Lage der Gemeinde Obersöchering im Landkreis Weilheim-Schongau               | 24,27  | 1.565     | 64         | 672  | Kirche in Obersöchering |
| Pähl (gehörte vor der Gebietsreform zum Landkreis Weilheim i.OB.)                        | Pähl Fischen (1978)                                         |               | Wappen der Gemeinde Pähl                        | Lage der Gemeinde Pähl im Landkreis Weilheim-Schongau                        | 32,04  | 2.542     | 79         | 591  | Wasserfall im Naturschutzgebiet Pähler Schlucht östlich von Pähl |
| Peißenberg (Markt) (gehörte vor der Gebietsreform zum Landkreis Weilheim i.OB.)          | Peißenberg Ammerhöfe (1978; nur ein Teil der Gemeinde)      |               | Wappen des Marktes Peißenberg                   | Lage des Marktes Peißenberg im Landkreis Weilheim-Schongau                   | 32,69  | 13,148    | 402        | 584  | Wallfahrtskirche Maria Aich, Peißenberg |
| Peiting (Markt) (gehörte vor der Gebietsreform zum Landkreis Schongau)                   | Peiting Birkland (1976)                                     |               | Wappen des Marktes Peiting                      | Lage des Marktes Peiting im Landkreis Weilheim-Schongau                      | 75,14  | 11,798    | 157        | 718  | Kirche von Peiting |
| Penzberg (Stadt) (gehörte vor der Gebietsreform zum Landkreis Weilheim i.OB.)            | Penzberg                                                    |               | Wappen der Stadt Penzberg                       | Lage der Stadt Penzberg im Landkreis Weilheim-Schongau                       | 25,73  | 17,028    | 662        | 596  | Ansichtskarte (1908): Pechkohlenbergwerk Penzberg mit Herzog-Karl-Theodor-Schacht im Vordergrund und Henleschacht im Hintergrund |
| Polling (gehörte vor der Gebietsreform zum Landkreis Weilheim i.OB.)                     | Polling Etting (1978) Oderding (1978)                       |               | Wappen der Gemeinde Polling                     | Lage der Gemeinde Polling im Landkreis Weilheim-Schongau                     | 29,22  | 3.633     | 124        | 567  | Ansicht des Klosters Polling (18. Jahrhundert) · Pfarrkirche Heiliges Kreuz in Polling |
| Prem (gehörte vor der Gebietsreform zum Landkreis Schongau)                              | Prem                                                        | VG Steingaden | Wappen der Gemeinde Prem                        | Lage der Gemeinde Prem im Landkreis Weilheim-Schongau                        | 15,91  | 943       | 59         | 749  | Schmiedgasse in Prem |
| Raisting (gehörte vor der Gebietsreform zum Landkreis Weilheim i.OB.)                    | Raisting                                                    |               | Wappen der Gemeinde Raisting                    | Lage der Gemeinde Raisting im Landkreis Weilheim-Schongau                    | 21,98  | 2.365     | 108        | 553  | Erdfunkstelle Raisting – die größte Erdfunkstelle der Welt: Bodenstation für die Kommunikation mit Nachrichtensatelliten |
| Rottenbuch (gehörte vor der Gebietsreform zum Landkreis Schongau)                        | Rottenbuch Schönberg (1978)                                 | VG Rottenbuch | Wappen der Gemeinde Rottenbuch                  | Lage der Gemeinde Rottenbuch im Landkreis Weilheim-Schongau                  | 31,45  | 1.833     | 58         | 763  | Kirchturm der Rottenbucher Klosterkirche |
| Schongau (Stadt) (gehörte vor der Gebietsreform zum Landkreis Schongau)                  | Schongau                                                    |               | Wappen der Stadt Schongau                       | Lage der Stadt Schongau im Landkreis Weilheim-Schongau                       | 21,35  | 12,572    | 589        | 710  | Ortsansicht von Schongau (von Westen) mit dem Hohen Peißenberg im Hintergrund |
| Schwabbruck (gehörte vor der Gebietsreform zum Landkreis Schongau)                       | Schwabbruck                                                 | VG Altenstadt | Wappen der Gemeinde Schwabbruck                 | Lage der Gemeinde Schwabbruck im Landkreis Weilheim-Schongau                 | 7,34   | 1.035     | 141        | 732  | Pfarrkirche St. Walburga in Schwabbruck |
| Schwabsoien (gehörte vor der Gebietsreform zum Landkreis Schongau)                       | Schwabsoien Sachsenried (1978)                              | VG Altenstadt | Wappen der Gemeinde Schwabsoien                 | Lage der Gemeinde Schwabsoien im Landkreis Weilheim-Schongau                 | 17,02  | 1.450     | 85         | 746  | Neues Rathaus mit Feuerwehrhaus im Zentrum von Schwabsoien |
| Seeshaupt (gehörte vor der Gebietsreform zum Landkreis Weilheim i.OB.)                   | Seeshaupt Magnetsried (1978)                                | VG Seeshaupt  | Wappen der Gemeinde Seeshaupt                   | Lage der Gemeinde Seeshaupt im Landkreis Weilheim-Schongau                   | 29,97  | 3.151     | 105        | 595  | Luftaufnahme: nördliche Seen der Osterseenkette, Seeshaupt und Starnberger See |
| Sindelsdorf (gehörte vor der Gebietsreform zum Landkreis Weilheim i.OB.)                 | Sindelsdorf                                                 | VG Habach     | Wappen der Gemeinde Sindelsdorf                 | Lage der Gemeinde Sindelsdorf im Landkreis Weilheim-Schongau                 | 17,5   | 1.206     | 69         | 609  | Pfarrkirche St. Georg in Sindelsdorf |
| Steingaden (gehörte vor der Gebietsreform zum Landkreis Schongau)                        | Steingaden Fronreiten Lauterbach Urspring                   | VG Steingaden | Wappen der Gemeinde Steingaden                  | Lage der Gemeinde Steingaden im Landkreis Weilheim-Schongau                  | 64,09  | 2.953     | 46         | 763  | Marktplatz mit Stiftskirche St. Johannes der Täufer, Steingaden |
| Weilheim i.OB. (Kreisstadt) (gehörte vor der Gebietsreform zum Landkreis Weilheim i.OB.) | Weilheim i.OB. Deutenhausen (1978) Unterhausen (1978)       |               | Wappen der Stadt Weilheim i.OB.                 | Lage der Stadt Weilheim i.OB. im Landkreis Weilheim-Schongau                 | 55,44  | 23,279    | 420        | 563  | Marienplatz in Weilheim in Oberbayern |
| Wessobrunn (gehörte vor der Gebietsreform zum Landkreis Weilheim i.OB.)                  | Wessobrunn Forst (1978) Haid (1978)                         |               | Wappen der Gemeinde Wessobrunn                  | Lage der Gemeinde Wessobrunn im Landkreis Weilheim-Schongau                  | 51,11  | 2.237     | 44         | 702  | Stammbereich der Tassilo-Linde in Wessobrunn · im Naturschutzgebiet „Paterzeller Eibenwald“ |
| Wielenbach (gehörte vor der Gebietsreform zum Landkreis Weilheim i.OB.)                  | Wielenbach Haunshofen (1978)                                |               | Wappen der Gemeinde Wielenbach                  | Lage der Gemeinde Wielenbach im Landkreis Weilheim-Schongau                  | 33,01  | 3.425     | 104        | 554  | Wielenbach |
| Wildsteig (gehörte vor der Gebietsreform zum Landkreis Schongau)                         | Wildsteig                                                   | VG Steingaden | Wappen der Gemeinde Wildsteig                   | Lage der Gemeinde Wildsteig im Landkreis Weilheim-Schongau                   | 47,73  | 1.385     | 29         | 882  | Wildsteig |